# Diocèse de Tarentaise
Le diocèse de Tarentaise (en latin : Diocesis Tarantasiensis), parfois dénommé diocèse de Moûtiers, est un diocèse uni æque principaliter de l'Église catholique en France.
Le diocèse est mentionné pour la première fois dans une acte daté des environs de mai 450 où il est indiqué comme suffragant de la province d'Arles. Il est ensuite dépendant de l'archidiocèse de Vienne, bien qu'élevé au rang d'« archidiocèse métropolitain » en 794. Il n'obtient son indépendance vis-à-vis de Vienne qu'en 1171. Indépendant, il passe totalement sous contrôle de la maison de Savoie à la fin du XVIIIe siècle. 
Supprimé en 1801 durant l'occupation française, il est rétabli, en 1825, comme diocèse suffragant de l'archidiocèse de Chambéry. Depuis 1966, il est uni à l'archidiocèse de Chambéry et au diocèse de Maurienne. Cet archidiocèse de Chambéry, Maurienne et Tarentaise n'a qu'un seul et même évêque à la tête des trois diocèses qui existent encore en tant que tel. 
Depuis 2002, l'archidiocèse n'est plus métropolitain, mais suffragant de l'archidiocèse de Lyon et relève de la province ecclésiastique de Lyon.

## Nom du diocèse
Le nom du diocèse est « Tarentaise »,, comme retranscrit en latin Tarantasiensis, notamment lors de l'union des diocèses de Savoie, en 1966. L'intitulé peut surprendre puisque selon la tradition diocèse porte le nom de la ville où réside l’évêque et où se trouve la cathédrale, pour ce diocèse la ville de Moûtiers avec la cathédrale Saint-Pierre. On trouve donc parfois aussi la forme « diocèse de Moûtiers ».
Il faut souligner qu'avant de prendre le nom de « Moûtiers », la ville portait le nom de Darantasia qui dérivera en Tarantasia,. En 1096, un document indique « vicus qui dicitur Monasterium, quia est sedes archiepiscopatus Tarentasie » (preuve no 11 par Besson). Le chanoine Adolphe Gros mentionne que « la ville de Moûtiers a reçu le nom de Monasterium, monastère, parce qu'elle était le siège d'un église archiépiscopale ».

## Géographie
Le premier territoire du diocèse correspondait, en partie, au territoire des Ceutrons, correspondant à la haute-vallée de l'Isère jusqu'au col du Petit-Saint-Bernard (Tarentaise), la vallée inférieure de l’Arly (Haut-Faucigny) et la vallée du Doron (Beaufortain),. Les frontières avec les diocèses voisins sont la ligne de crêtes à l'est, avec les diocèses d’Aoste et de Maurienne ; le confluent de l'Arly et de la Chaise (à Ugine), avec le diocèse de Genève et la rive droite de l’Isère entre Saint-Vital et Montailleur, pour celui de Grenoble,. Le Haut-Faucigny ou haute-vallée de l'Arve (vallées de Chamonix et du Bon Nant ou val Montjoie) est soustrait à une certaine période, mais sans qu'on ne sache vraiment quand.
Il est plus tard délimité par le village de Cléry (situé dans la Combe de Savoie) à l'aval de Tignes (aujourd'hui Val-d'Isère), et de Marthod (à l'aval d'Ugine) à Pralognan. Il ne se confond pas avec le comté.
Le pouillé, réalisé en 1365, indique que le diocèse possède environ 77 paroisses.

## Histoire
Fondé probablement aux environs du Ve siècle, le diocèse de Tarentaise est érigé en archevêché entre 794 et 811. Au cours des Xe et XIVe siècles, le pouvoir temporel des archevêques est remis en cause par les seigneurs locaux, et les comtes de Savoie en profitent pour imposer leur pouvoir sur la vallée. Le siège demeure sede vacante entre 1793 et 1801, au cours de la période révolutionnaire, date de sa suppression par le pape Pie VII. Le territoire dépendait alors du diocèse de Chambéry. Recréé en 1825, le diocèse de Tarentaise est définitivement uni à celui de Chambéry et à celui de Saint-Jean-de-Maurienne, en 1966.

### Naissance du diocèse et premiers évêques (VeauVIesiècle)
L'apparition du christianisme dans la vallée de la Tarentaise n'est pas connue précisément, les historiens considèrent qu'il s'est diffusé le long des principaux axes de communication par les marchandes ou encore les soldats. La voie romaine secondaire, reliant les cités de Mediolanum (Milan) à Vienna (Vienne), et passant par Darantasia (Moûtiers), a très probablement dû jouer ce rôle. La présence d'un évêque révèle cependant l'organisation d'une petite communauté et la volonté de diffuser cette croyance dans les environs. Une tradition affirme l'arrivée vers 420 des premiers pasteurs chrétiens sans que cela n'ait pu être confirmé. Cette christianisation a pu être antérieure.
La naissance d'une circonscriptions dite diocèse n'est pas non plus précisément connue. D'une part, la tradition donne pour premier évêque un Jacques, vers le début du Ve siècle, de l'autre, l'historiographie se limite à affirmer l'existence d'un évêque seulement à partir de 450. La fondation du diocèse remonterait ainsi, selon la tradition, vers 426 ou 427 (Besson donne vers 420), avec la consécration du premier évêque Jacques d’Assyrie, par Honorat, archevêque d'Arles. Jacques dit d'Assyrie, moine de l'abbaye de Lérins était le secrétaire de l'archevêque d'Honorat (Honorus). Il est considéré comme le premier évangélisateur de la province de Tarentaise avec saint Maxime de Riez. L'existence de Jacques d'Assyrie à cette période est toutefois nuancée. Selon son hagiographie, l'évêque aurait reçu d'un prince burgonde la concession du roc Pupim dit Saint-Jacques (sur le territoire de Saint-Marcel), sur lequel il aurait fait édifier son château, et des possessions dans la Basse-Tarentaise. Toutefois l'archiviste paléographe, Jacqueline Roubert, observe qu'à l'année donnée de la mort de saint Jacques, en 429, les Burgondes ne sont pas encore arrivés dans la région. Leur implantation remonterait à l'année 433,. Par ailleurs, la vie de saint Honorat par son disciple et successeur Hilaire d'Arles, ne mentionne pas non plus de Jacques.
Le premier document mentionnant l'existence du diocèse est une lettre du pape Léon Ier, vers mai 450, dans laquelle il dit qu'il est suffragant de l'archevêché de Vienne. Auparavant, il relevait de celui d'Arles. Ainsi Jacqueline Roubert, tout comme les historiens, peut « affirmer qu'en 450 la Tarentaise avait un évêque. Elle dépendit de l'église d'Arles […] jusqu'en 450 où le pape saint Léon, par une décision que le pape Symnaque ratifia en 513, la rattacha à la province plus voisine de Vienne avec les diocèses de Genève, Grenoble et Valence. » Moûtiers à cette date est bien le centre de cette communauté primitive avec l'existence de deux églises, Saint-Étienne et Sainte-Marie, et un baptistère, Saint-Jean-Baptiste.
Le premier évêque connu est Sanctius (ou Sanctus), présent au concile d'Épaone (517), à qui l’on attribue la construction de la cathédrale Saint-Pierre,,. Saint Avit, évêque de Vienne, prononce une homélie, vers 517, « Dicta in basilica sancti Petri quam Sanctus episcopus Tarantasiae condidit » (« dans la basilique de Saint-Pierre que Sanctus évêque de Tarentasia consacra »)
Des pièces mérovingiennes comportant le nom de la cité de Darantasia,. Le nom sur ces pièces indique que l'évêque frappait monnaie,.

### Le développement du diocèse (794-XIIesiècle)
Il semble que dès le dernier tiers du VIIIe siècle, l'évêque de Tarentaise sacre ceux de Maurienne, d'Aoste et de Sion. Les archevêques de Vienne protestent face à la privation de leur prérogative. Le synode de Francfort, en 794, ne se prononce pas, laissant au pape le soin d'apporter une solution. Le pape Léon III semble avoir donné une réponse favorable, puisque la Tarentaise devient une province ecclésiastique, mentionnée dans le testament de Charlemagne comme la « dix-septième des vingt et une métropoles légataires. » Elle reste cependant suffragante de Vienne, il faut attendre la fin du XIIe siècle pour échapper à la tutelle de Vienne. La nouvelle province comprend la Tarentaise et le diocèse de Sion (Valais), auxquels sont associés celui d'Aoste, et pendant une courte période celui de Maurienne, entre 794 et 887. Cette province correspond en partie aux anciennes provinces romaines des Alpes graies et des Alpes pennines. Le premier archevêque à porter le titre semble être Possessor.
Le pouvoir de l'archevêque s'amplifie. Ainsi l'évêque Aymon Ier (Amizon) reçoit de Rodolphe III, roi de Bourgogne, le comitatus, c'est-à-dire les droits comtaux (voir comtes du Saint-Empire), par une charte datée de 996, dite « charte de Rodolphe III ». L'acte est rédigé à l'abbaye Saint-Maurice d'Agaune,. L'archiviste paléographe, Jacqueline Roubert, à propos de cette donation, interprète, après d'autres, qu'il s'agissait pour le roi Rodolphe III de relever l'Église dans cette vallée après les invasions sarrasines qui avaient notamment menée à sa perte d'influence et à son dépeuplement, « voyant l'archevêché profondément dépeuplé par les invasions sarrasines, ». Cette première mention d'un comté de Tarentaise ne permet pas d'indiquer s'il existait auparavant, toutefois Jacqueline Roubert souligne que son rôle dans l'Antiquité ou le fait même que Moûtiers soit érigé en métropole indique qu'elle « ne pouvait être qu'un comté ». Cette obtention du titre marque une politique royale en faveur de l'institution religieuse, permettant de contrebalancer dans cette société féodale les pouvoirs des seigneurs laïcs. Sans être associé aux comtes carolingiens, ce titre amène cependant à recevoir « la cession de droits réels : non seulement des domaines, des redevances, des droits de péage et justice, mais encore un droit supérieur sur le fiscus royal ». Cela implique également que l'archevêque-comte est astreint aux mêmes devoirs qu'un seigneur laïc. Il faut attendre cependant la fin du XIVe siècle pour voir l'archevêque Rodolphe de Chissé utiliser le premier ce titre dans un acte.
L'archevêque Pierre II de Tarentaise fonde l'abbaye de Tamié, en 1132.

### Affirmation et contestation du pouvoir temporel des évêques (fin duXIIe–XIVesiècles)
Le pouvoir temporel des archevêques-comtes de Tarentaise est de plus en plus mis à mal par la puissante famille de Savoie qui tente de s'implanter en Tarentaise, mais surtout la famille vicomtale de Briançon. Ces derniers contrôlent la haute vallée, ainsi que les seigneuries situées en aval de  La Léchère.
Les Chroniques de Savoie du XVe siècle relatent, sans preuves historiques, qu'en 1082, un archevêque dit Héraclius avait dû faire appel à l'Empereur et au comte de Savoie, pour régler les différends qui l'opposent au vicomte Aymon ou Emeric. Ce dernier aurait été vaincu par le comte Humbert II de Savoie, que l'empereur Henri IV du Saint-Empire a fait envoyer en 1097 et aurait permis à la maison de Savoie de s'imposer en Tarentaise. Le siège du château de Briançon — et le contrôle de la vallée — par le comte de Savoie ne se déroulera, en réalité, que deux siècles plus tard. Ce récit n'est qu'une construction par les chroniqueurs de Savoie afin de légitimer leur intervention dans la vallée.
Dans le conflit opposant l'empereur Frédéric Barberousse au pape, l'archevêque Pierre II soutient le pape Alexandre III. Afin de remercier Pierre II de son soutien, Alexandre III soustrait, dans une bulle pontificale du 15 février 1172, l'Église de Tarentaise à l'autorité du Saint-Empire pour ne relever désormais plus que du Saint-Siège. C'est également par cette bulle que Moûtiers est métropole (en) indépendante, « à part entière ». En effet, l'archevêché de Tarentaise était toujours suffragant de l'archidiocèse de Vienne,,. Une nouvelle confirmation aura lieu en 1226. L'archevêque de Tarentaise a donc la juridiction complète sur le diocèse d'Aoste et de Sion. Cette bulle reconnaît par ailleurs la mense épiscopale, ainsi que les dîmes et dépendances, provenant du domaine constitué par « Moûtiers avec ses dépendances, les domaines de Bozel, Les Allues, Saint-Jean-de-Belleville, ceux de La Flachère et de Bellecombe, tous avec leurs dîmes et dépendances, la vallée de La Bâthie avec ses églises, le château Saint-Jacques avec l'église du lieu, une partie du castrum de Conflans et ses églises, ainsi que les églises de Champagny, Saint-Martin-de-Belleville, Montpont, Saint-Maurice, Césarches, Aime, Villette, Venthon, celles de la vallée de Beaufort et celle de Cléry avec celles qui en dépendaient. Toutes ces églises comportaient, sauf une ou deux, les dîmes et dépendances ». Enfin le pape confirme les « droits de justice, de juridiction, ainsi que les fiefs, biens ou droits qui lui appartenaient en tant que comte ou au nom de son Église ».
Le nouvel archevêque Aymon de Briançon, sur le siège de l'évêché entre 1174 et 1178, entame une réaffirmation de son pouvoir temporel. Il obtient du pape Alexandre III une nouvelle bulle, le 20 mars 1176, confirmant les droits et possessions — églises, châteaux, paroisses — pour l'Église de Tarentaise,. Pour Joseph Garin et l'archiviste paléographe Jacqueline Roubert le document, bien que très similaire à la bulle de 1172, est plus complet,. « Le texte s'étend davantage sur le dénombrement des paroisses et des possessions de l'archevêque,. » Par exemple, les églises de Longefoy, de Bozel, de Notre-Dame-du-Pré, de Celliers, de Tours (« de Longafoi, de Bozellis, de Pralo, de Celariis, de Turonis ») sont mentionnées dans la bulle de 1176, mais sont absentes dans celle de 1172,. De même, en val d'Aoste, les églises de Saint-Jaquème (Aoste), de Saint-Georges (Pollein) et de Saint-Jaquème (Châtel-Argent) sont placées sous la juridiction temporelle de l'archevêque,.
Il obtient par la suite une bulle impériale du 4 mai 1186, édictée par Frédéric Barberousse,. L'acte d'investiture, donné en preuve no 38 par Besson, permet de connaître les possessions de l'archevêque à cette période : « la cité de Moutiers ; les châteaux de Saint-Jacques, de Briançon et une partie de celui de Conflans ; Villette ; les vallées de Bozel, des Allues, de Saint-Jean de Belleville, avec les villages de la Flachère et de la Combe, les vallées de Saint-Didier (La Bâthie), de Luce (Beaufort), avec toutes leurs dépendances ».
Au XIIIe siècle, la situation est à nouveau problématique. En 1254, alors que la branche principale des Briançon s'éteint, leur successeur, la branche cadette des Aigueblanche-Briançon s'empare du château de Briançon, dont il ne reste plus qu'un fragment de mur en opus spicatum au sommet du rocher. La forteresse, ancienne possession des vicomtes, contrôle le défilé qui mène à Aigueblanche, puis à Moûtiers. Cependant, cette reprise de possessions est mal perçue car elle remet en cause une reconnaissance de suzeraineté qu'a contractée par Aymeric IV de Briançon à l'archevêque-comte de Tarentaise, au moment où son frère Aymon de Briançon est archevêque, puis qu'il confirmera avec son successeur Bernard de Chignin (vers 1212). Les seigneurs d'Aigueblanche-Briançon arguent que la vacance du trône impérial empêche la protection de leurs terres et qu'il leur faut récupérer ce bastion pour assurer leur propre protection. Le 9 février 1254, Grossi du Châtelard proteste et menace le vicomte d'excommunication si la forteresse n'est pas rendue. Toutefois, quatre ans plus tard, il renonce à ses exigences et obtient le paiement de 1 700 livres viennoises. À la mort de l'archevêque Grossi du Châtelard, le comte Philippe Ier de Savoie, devient garant des terres du comté.
En 1276, un bailli de Savoie, par ordres du comte, Philippe Ier de Savoie, enquête sur les revenus et droits appartenant à la famille d'Aigueblanche-Briançon, et notamment sur le droit de péage de Briançon. Le 12 mars 1276, il est décidé que le château de Briançon et le droit sur la vicomté reviennent au comte de Savoie. En 1279, le comte de Savoie rachète le titre de vicomte,. Les archevêques sont débarrassés de la menace, mais ont dû pour cela céder à la toute nouvelle puissance régionale qu'est la maison de Savoie.

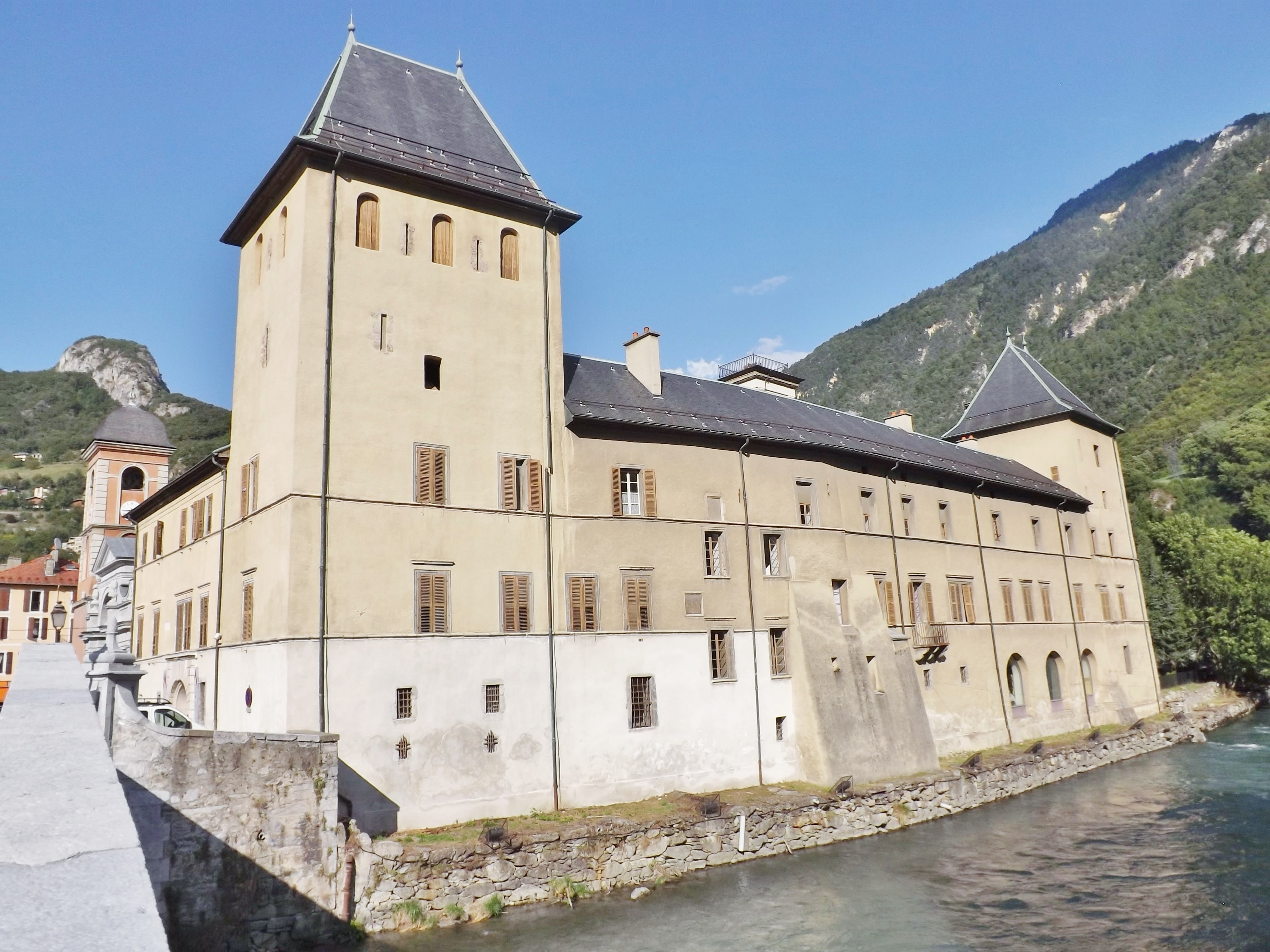
Ancien palais épiscopal de Tarentaise.

Au XIVe siècle, des nouvelles tensions éclatent entre les vassaux des comtes de Savoie et les archevêques. Au cours de l'épiscopat de Jacques de Verloz de Salins, la ville de Moûtiers est assiégée par les troupes comtales et prise en novembre 1335, les fortifications sont démantelées,,. À partir de ce siècle, les comtes, puis ducs de Savoie interviennent régulièrement dans la nomination des évêques, obtenant ainsi le contrôle complet de la vallée. En effet, l'indult de 1451 (cf. section « Liste des évêques »), permet au duc de désigner les archevêques.

### L'archevêque de Tarentaise, un prince au pouvoir limité (XVe–XVIIIesiècles)
En 1470, l'archevêque Thomas de Sur permet l'installation de trois couvents capucins à Bourg-Saint-Maurice, Conflans et à Moûtiers et un de frères mineurs observantins à proximité de Moûtiers.
Claude-Humbert de Rolland signe avec Charles-Emmanuel III de Sardaigne, le 26 juin 1769 un traité mettant fin au pouvoir temporel de l'archevêque sur la province de Tarentaise — quatorze paroisses qui formaient le comté — et la perte du titre comtal. En réalité, il s'agit de la vente de quelques droits que les archevêques possédaient encore, et qui étaient plus honorifiques que lucratifs, sans compter que la maison de Savoie avait déjà la mainmise sur la province. Cependant, il reçut une rente de 3 000 livres, payable tous les trois mois et le titre honorifique de « Prince de Conflans et de Saint-Sigismond », que porteront ses successeurs,.

### La Tarentaise sous la domination française (1792-1814)
En 1792, le duché de Savoie est touchée par le mouvement révolutionnaire français. L'Assemblée des Allobroges se réunit le 22 octobre et confisque les biens du clergé le 26 octobre. Le 27, elle abolit les privilèges. La Convention nationale accepte l'annexion de la Savoie, qui devient le 84e département français sous le nom du Mont-Blanc. Chambéry en est le chef-lieu et Annecy accueille le siège de l'évêché constitutionnel.
La bulle de Pie VII, Qui Christi Domini, prise en exécution du concordat de 1801, supprime le siège de Tarentaise et crée le siège archiépiscopal de Chambéry dont le diocèse comprend les deux départements savoisiens et Genève ; il est confié provisoirement à Joseph-Marie Paget, l'évêque de Genève. Cela met fin à l’archevêché de Moûtiers-Tarentaise.

### Diocèse de Tarentaise (1825-1966)

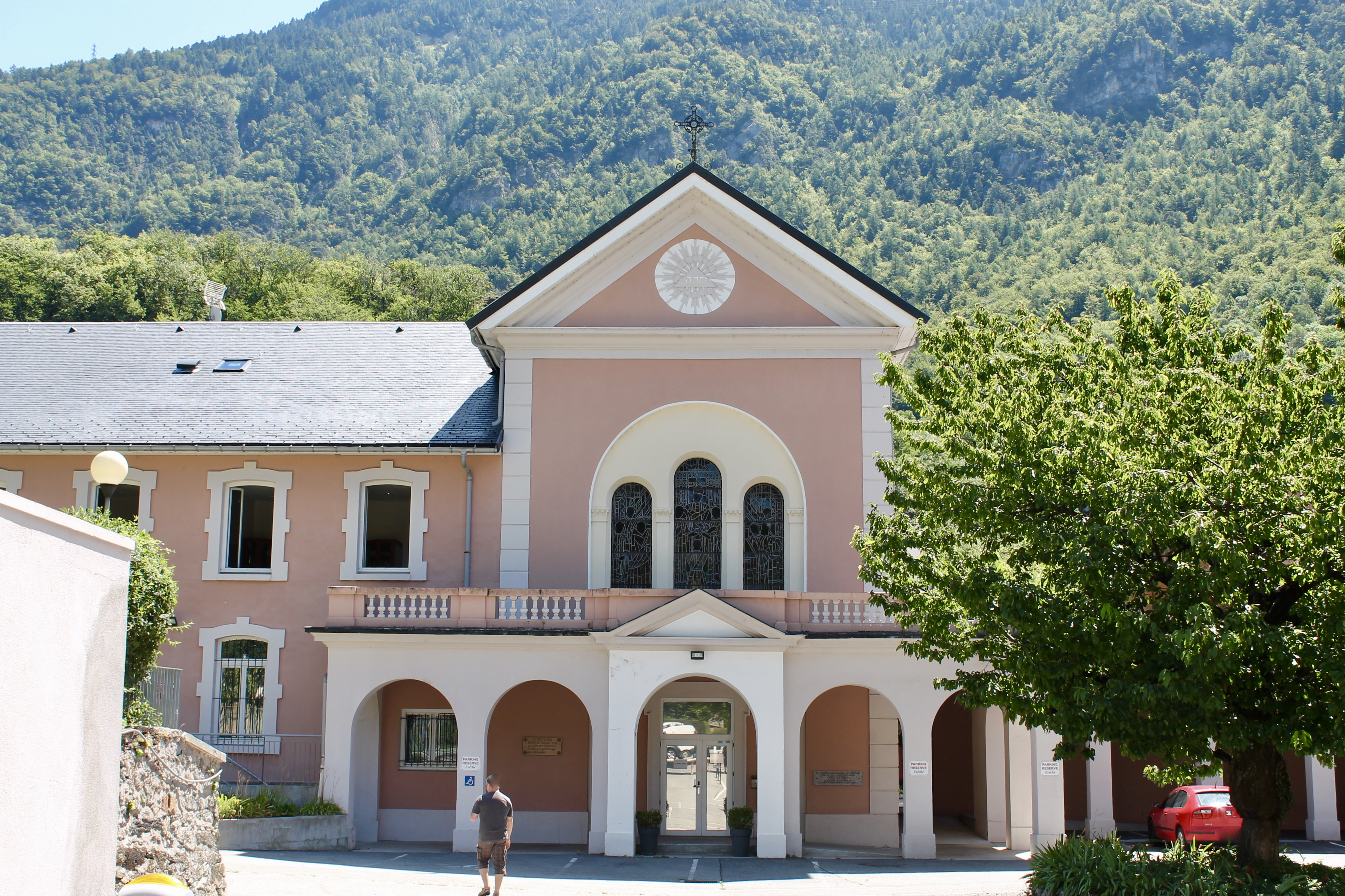
Maison diocésaine de Tarentaise, installée dans l'ancien Grand séminaire.

En 1825, le siège de Tarentaise est restauré.
Le 26 avril 1966, une Constitution apostolique de Paul VI unit les trois sièges de Chambéry, de Tarentaise et de Maurienne sous le même évêque. Ce décret indique que les évêchés de Tarentaise et de Maurienne sont réunis æque principaliter à l'archevêché de Chambéry de telle sorte qu'il y ait un seul et même évêque à la tête des trois diocèses et qu'il soit en même temps « archevêque de Chambéry, évêque de Maurienne et évêque de Tarentaise ».
Le siège et l'Église de Tarentaise existent donc encore. La Maison diocésaine de Tarentaise s'est installée dans l'ancien grand séminaire. Elle accueille notamment les services du diocèse, une bibliothèque, ainsi que des logements sociaux depuis 2011.

## Évêques et archevêques
La liste des évêques et archevêques est relativement connue, même si les dates ou noms des évêques avant le XIIe siècle restent parfois hypothétiques, à l'exception des évêques ayant participé à des conciles. Jean-Paul Bergerie, auteur d'une Histoire de Moûtiers (2007), relève que « Jacques de Tarentaise à Pierre Ier (1123), on connaît 39 noms en 700 ans, tandis que de saint Pierre Ier à aujourd'hui, on en connaît 60 en 820, si l'on déduit les périodes où le siège était vacant ».
Du milieu du XIIe siècle jusqu’au milieu du XIVe siècle, les évêques sont traditionnellement élus par le chapitre cathédral. Vers 1350, les papes successifs se réservent le droit de la nomination. À partir de 1451, le duc de Savoie obtient du Pape l'indult, c'est-à-dire la possibilité de désigner, en accord avec le Saint-Siège, les futurs évêques dans ses États — Maurienne, Genève et Tarentaise —, mais aussi les abbés,. Ces derniers devront être obligatoirement sujets piémontais. Ce principe est confirmé par le concordat de 1721 et se maintient jusqu’à l'occupation du duché, à partir de 1792, par les troupes révolutionnaires françaises.

## Titre et possessions
Les archevêques de Tarentaise, en tant que comte depuis la charte de Rodolphe III, possédaient en nom propre ou en fief des seigneuries ou des châteaux. La bulle papale de 1172, puis la bulle impériale de 1186, listent les possessions relevant directement du pouvoir temporel.

### Les résidences épiscopales
- le palais épiscopal de Tarentaise, installé à Moûtiers ;
- le château Saint-Jacques, à Saint-Marcel[57] ;
- le château de la Bathie, dit Chantemerle (XIIIe), à La Bâthie[57] ;
- la « villa »[56] (maison forte) au hameau du Villaret, située aux Allues[57],[58] ;
- la « villa »[56] (maison d'été), située à Bozel[57],[59], à proximité de la maison forte de Bozel et de la tour dite Sarrazine.

### Les châteaux, maison-fortes, «villa» (domaine avec maison seigneuriale)
- le château de Beaufort, à Beaufort ;
- les « villa » dans la vallée des Belleville (Saint-Jean-de-Belleville, au hameau La Combe à Saint-Jean-de-Belleville, au hameau de la Flachère/Fléchère, Saint-Martin-de-Belleville) ;
- une partie du château fort de Conflans, à Conflans[60] ;
- le château de Cornillon (XIIIe siècle), entre Césarches et Queige.
- château de Villette ;

Jacqueline Roubert indique deux châteaux de Briançon : « le premier, le château de Briançon, le second, non seulement le château de Briançon », à Notre-Dame-de-Briançon (1186-avant 1276). Elle précise « Il est fort possible qu'il y ait eu d'abord un château de Briançon près de Villette (bien qu'on n'en trouve pas de trace) et que celui de Briançon ait été construit par la suite pour une branche de la famille vicomtale, sans doute pas avant le XIIe siècle. »